# Damian Dzieszkowski
Damian Dzieszkowski (ur. 1770 w Wilnie – zm. 1847 w Warszawie) – nauczyciel, przeor i prowincjał dominikanów.
Wydał:
- Zbiór nabożeństwa ku czci Boga Najświętszej Maryi Panny i Świętych Pańskich dla wygody wiernych chrystusowych a mianowicie w Arcybractwie Różańca Świętego zostających przez Damiana Dzieszkowskiego ułożony (Warszawa 1821)
- Prośba do Boga
- Historia kościoła ks. Dominikanów w Warszawie (rękopis)